# Orfeus og Eurydike (dokumentarfilm)
|  | Denne artikel er oprettet af botten Steenthbot ud fra en ekstern database. Den kan derfor have sproglige fejl eller mangler. Denne skabelon kan fjernes efter kontrol af indholdet. |

Orfeus og Eurydike er en dansk dokumentarisk optagelse fra 1906 instrueret af Peter Elfelt.

## Handling
Dans fra operaen fra 1762 af Christoph Willibald Gluck (1714-1787), koreografi Hans Beck 1896. Med Valborg Borchsenius (Guldbrandsen), Ellen Price, Elisabeth Beck (1865-1946) og Anna Marie Agerholm (1875-1929).

## Medvirkende
- Ellen Price de Plane
- Valborg Borchsenius
- Elisabeth Beck
- Anna Agerholm